# Христова, Паша
Па́ша Хри́стова (Парашке́ва Хри́стова Сте́фанова) (16 июля 1946, София — 21 декабря 1971, София) — болгарская эстрадная певица, популярная в 60-х и 70-х годах XX века. Исполнила такие известные песни, как «Одна болгарская роза» (болг. Една българска роза), «Дуй, ветер» (болг. Повей, ветре), «Янтра» и др. Заслуженная артистка Народной Республики Болгария (1972).

## Биография

### Детство
Парашкева Христова Стефанова родилась в Софии в квартале Княжево в семье Христо и Любки Христовых. Родители развелись, когда ей было пять лет, и Паша стала жить с отцом и его новой женой, Цветаной, в то время как её брат Венци оставался с матерью. Христо Христов сохранял доброжелательные отношения с обеими женами. Более того, Паша и её брат Красимир посещали детский сад, где работала Любка.
Дети также воспитывались бабушкой со стороны отца — Парашкевой. Именно она с детства стала называть внучку Пашей, будучи поклонницей Паши Ангелиной — знаменитого советского стахановца. Смерть бабушки произвела глубокое впечатление на Пашу: они всегда спали вместе, и однажды, проснувшись, девочка обнаружила бабушку мёртвой.

### Юность
Современники описывали юную Пашу Христову как тихую и скромную девушку. Получив среднее образование, она стала работать чертёжницей на заводе по производству электрокаров «Балканкар». Она вышла замуж за инженера по имени Васил Иванов, и вскоре у них родился сын Милен. Этот брак был неудачным, хотя и официально не расторгался. Васил ушёл из семьи, сын остался с Пашей.
В это же время Паша прослушивалась в качестве певицы для Болгарского национального радио. Она была принята, несмотря на сильную шепелявость (которая впоследствии была ликвидирована хирургическим путём). Первый серьёзный успех пришёл к ней в 1968 году на II Международном фестивале молодёжной песни в Сочи, где она выиграла первый приз и золотую медаль. В 1968 году она была принята в Софийский оркестр, с которым работала до конца своей жизни. В скором времени Христова вступила в любовные отношения с Николаем «Фучо» Арабаджиевым: лидером Софийского оркестра, композитором, пианистом и кларнетистом.

### Признание и гибель
Паша Христова гастролировала по Болгарии, СССР и другим странам, главным образом, Варшавского договора. В 1970 году она выиграла третий приз на международном фестивале «Золотой олень» в Брашове (Румыния). В 1971 году по итогам фестиваля «Золотой Орфей» стала обладательницей специальной премии. В том же году ею был выигран первый приз на Международном фестивале песни в Сопоте. Наконец, её песня «Белая Песня» (болг. Бяла песен) выиграла болгарскую «Мелодию года», правда это случилось в 1972 году, уже после её гибели.
В декабре 1971 года Паша с Софийским оркестром и другими болгарскими артистами вылетела из Софийского аэропорта в Алжир на гастроли. Во время взлёта самолёт Ил-18 Balkan Bulgarian Airlines стал терять высоту, упал на землю и взорвался. Христова и её друг Фучо погибли почти мгновенно, поскольку сидели непосредственно дальше всех от хвоста самолёта. Всего на борту находились 62 пассажира и 11 членов экипажа. В авиакатастрофе погибли 28 человек. На момент смерти певица была беременна вторым ребёнком. Точная причина авиакатастрофы до сих пор неизвестна. Вероятнее всего, самолёт разбился из-за технической неисправности.

## Память
В 1972 году советская певица София Ротару исполнила песню «Птица (болг. Птицата)», отдав таким образом дань памяти талантливой певице Паше Христовой. Также эту песню исполняет популярная болгарская певица Лили Иванова.